# Yvonne Boachon-Joffre
Pour les articles homonymes, voir Joffre (homonymie).
Yvonne Boachon-Joffre, née Yvonne Joffre le 3 septembre 1896 à Elne (Pyrénées-Orientales) et morte le 27 mars 1975 à Neuilly-sur-Seine, est une romancière française.

## Biographie
Fille de François Joffre et de Céleste Pepratx, elle épouse le 4 mars 1916 à Paris, Pierre Boachon, d'où le patronyme dont elle signera ses ouvrages et ses articles de presse.
Mariée à 20 ans à un jeune industriel parisien qui reviendra malade incurable de la Grande Guerre, orpheline de père à 16 ans et de mère à 22, elle se trouve, âgée de 41 ans, veuve, seule, désespérée, sans enfants et sans soucis financiers.
Elle cherche d’abord dans la foi que lui a inculquée sa mère des raisons d’espérer, puis essaye de trouver dans l’étude un dérivatif à sa peine et s’inscrit à la faculté de droit de Paris où elle suit les cours d’économie politique du professeur Gaétan Priou. De retour à Perpignan, elle continue ses études grâce à des polycopiés.
Parfois, en songeant au passé, elle se sentait si malheureuse qu’elle éprouvait le besoin d’écrire et livrait dans une sorte de journal intime ses méditations et ses souvenirs d’un temps passé et heureux.
En relisant ces pages elle se rendit compte qu’elle savait bien exprimer les sentiments et aussi émouvoir. Forte de cette pensée, elle résolut d’écrire un roman dans lequel elle pourrait décrire la souffrance morale : ce fut La Palombe.
Sa proximité avec sa tante, épouse du maréchal Joffre, elle aussi veuve depuis peu, qui avait gardé des contacts à l’Académie Française, lui fit connaître des académiciens alors en vogue, qui lui servirent de mentors.
Dans ses romans elle se plaisait à allier la lucidité à la tendresse ; la douceur à la rigueur ; l’esprit critique à la sympathie.
La Palombe est un drame moral dans lequel elle décrit la tristesse des discussions et des heurts familiaux qui surviennent dans un honorable milieu bourgeois. La jalousie provoque une sourde rivalité entre deux grand-mères, rivalité dont une enfant est l’enjeu et dont elle sera la victime.
Jep le Trabucaïre est une tragédie familiale. Un fils se révolte contre la volonté paternelle. Envers et contre tous les siens, il suivra l’impulsion de son cœur. Celle-ci l’amènera à commettre un meurtre. Découragé par deux amours malheureuses, Jep se réfugiera dans l’amour de Dieu.
Dans Rencontre à Grenade, à côté d’un amour passionné et désintéressé, elle fait déferler les enchaînements rigoureux du mal, pour les endiguer ensuite dans un lumineux dévouement. Le mal ne se limite pas au péché de la chair : il se retrouve dans le désir immodéré de l’argent, dans la cupidité sordide et ses tragiques conséquences.
Dans Les Griffes du destin, elle veut préciser le tracé d’un destin : celui d’une femme jeune et belle qui aurait tout pour être heureuse, mais qui ne peut jamais retenir le bonheur. Par deux fois, les griffes du destin la déchirent cruellement. L’irrationnel se manifeste dans la psychologie d’André, l’un des protagonistes du roman, dont les mouvements obscurs, contradictoires, révèlent de la psychanalyse.
Partageant sa vie entre Perpignan et Paris, elle offrit à la ville de Perpignan, le buste de son père François Joffre, dû au sculpteur Pascal Boureille. Inauguré le 25 octobre 1956 dans le jardinet du boulevard Clemenceau, face à la Banque Populaire, ce fut l’occasion de réhabiliter François Joffre, (1853-1912), ingénieur des Arts et Manufactures, ingénieur de la ville de Perpignan, des années durant, l’initiateur de la démolition des remparts, selon un projet qui conservait des anciens remparts ce qui méritait de l’être, tout en permettant à la ville de respirer et de s’étendre. Ce projet a été dénaturé plus tard par d’autres.
En 1951, un film, tiré du roman Jep le Trabucaïre, sera tourné à Perpignan, notamment dans l’ancienne chapelle de garnison, avec Franck Villard, Claudine Dupuis, Robert Dalban. Anouk Ferjac et Jean Yonnel. Le réalisateur était Jean Faurez, le chef opérateur René Gaveau, la musique et les dialogues de Jean Marsilhac et Eddy Ghilain. Il ne viendra pas à terme.
En 1956, Radio Roussillon, la station RTF de Perpignan, diffusait, découpé en feuilleton d’une durée de deux mois, Rencontre à Grenade.
Prélude à l’exposition  sur le cinquantenaire de la bataille de la Marne, elle publie dans L’Indépendant, en septembre 1964, quatre articles sur cette victoire décisive qui sauvait Paris et la France de l’occupation allemande.
Elle meurt le 27 mars 1975 à Neuilly-sur-Seine et est inhumée au cimetière du Père-Lachaise (93e division).

## Décorations
- Chevalier de l'ordre des Arts et des Lettres (1957)[1]

## Publications
- 1947 : La Palombe, roman préfacé par Henry Bordeaux, de l'Académie française, (Éditions SEDI, Paris).
  - Grand Prix d'honneur des Jeux Floraux du Genêt d'Or(1948) ;
  - Prix Montyon de l'Académie française (1949)[2].

- 1951 : Jep le trabucaire, roman préfacé par Pierre Benoit, de l'Académie française, (Éditions André Bonne, Paris)
  - Grand Prix d'honneur des Jeux Floraux du Genêt d'Or(1951) ;
  - Prix de monsieur le président de la République(1951) ;
  - Prix Jules-Davaine, de l'Académie française (1952)[2] ;
  - Un film qui ne verra pas le jour en fut tiré.

- 1956 : Rencontre à Grenade, roman préfacé par Maurice Genevoix, de l'Académie française, (Librairie Arthème Fayard, Paris).
  - Prix Lange de l'Académie française (1957)[2].

- 1959 : Les Griffes du destin, roman préfacé par Jacques Chastenet, de l'Académie française, (Édition du Scorpion).
  - Prix Montyon de l'Académie Française (1960)[2].